# Royal Leopards FC
Royal Leopards Football Club w skrócie Royal Leopards FC – suazyjski klub piłkarski grający w pierwszej lidze suazyjskiej, mający siedzibę w mieście Simunye.

## Sukcesy
- I liga[1]:
  - mistrzostwo (7): 2006, 2007, 2008, 2014, 2015, 2016, 2020/2021.

- Puchar Eswatini[2]:
  - zwycięzca (3): 2007, 2011, 2014.

- Superpuchar Eswatini[2]:
  - zwycięzca (1): 2006.

## Występy w afrykańskich pucharach
| Sezon     | Rozgrywki           | Runda    | Kraj                          | Klub                         | Dom | Wyjazd | Dwumecz      |
| --------- | ------------------- | -------- | ----------------------------- | ---------------------------- | --- | ------ | ------------ |
| 1999      | Puchar CAF          | 1        | Zambia                        | Nkana FC                     | 1–6 | 2–2    | 3–8          |
| 2007      | Liga Mistrzów       | wstępna  | Południowa Afryka             | Mamelodi Sundowns FC         | 0–2 | 2–4    | 2–6          |
| 2008      | Liga Mistrzów       | wstępna  | Zimbabwe                      | Dynamos FC                   | 0–1 | 0–2    | 0–3          |
| 2009      | Liga Mistrzów       | wstępna  | Angola                        | Atlético Petróleos de Luanda | 0–3 | 0–3    | 0–6          |
| 2012      | Puchar Konfederacji | wstępna  | Zambia                        | Red Arrows FC                | 1–0 | 0–0    | 1–0          |
| 2012      | Puchar Konfederacji | 1        | Demokratyczna Republika Konga | US Tshinkunku                | 1–1 | 2–1    | 3–2          |
| 2012      | Puchar Konfederacji | 1        | Tunezja                       | Club Africain                | 0–1 | 2–4    | 2–5          |
| 2015      | Puchar Konfederacji | wstępna  | Południowa Afryka             | Bidvest Wits FC              | 3–0 | 0–3    | 3–3 (k. 7–6) |
| 2015      | Puchar Konfederacji | 1        | Angola                        | Atlético Petróleos de Luanda | 2–2 | 1–0    | 3–2          |
| 2015      | Puchar Konfederacji | 2        | Demokratyczna Republika Konga | AS Vita Club                 | 1–0 | 1–4    | 2–4          |
| 2017      | Liga Mistrzów       | wstępna  | Demokratyczna Republika Konga | AS Vita Club                 | 0–1 | 1–3    | 1–4          |
| 2021/2022 | Liga Mistrzów       | 1        | Zambia                        | ZESCO United                 | 1–0 | 1–2    | 2–2          |
| 2021/2022 | Liga Mistrzów       | 2        | Angola                        | Sagrada Esperança            | 1–0 | 1–3    | 2–3          |
| 2021/2022 | Puchar Konfederacji | play-off | Algieria                      | JS Kabylie                   | 1–0 | 1–2    | 2–2          |
| 2021/2022 | Puchar Konfederacji | gr. B    | Południowa Afryka             | Orlando Pirates              | 2–6 | 0–3    | 2–9          |
| 2021/2022 | Puchar Konfederacji | gr. B    | Libia                         | Al-Ittihad Trypolis          | 1–2 | 2–3    | 3–5          |
| 2021/2022 | Puchar Konfederacji | gr. B    | Algieria                      | JS Saoura                    | 0–2 | 0–2    | 0–4          |
| 2022/2023 | Liga Mistrzów       | 1        | Madagaskar                    | CFFA                         | 2–1 | 3–2    | 5–3          |
| 2022/2023 | Liga Mistrzów       | 2        | Kamerun                       | Coton Sport FC de Garoua     | 1–1 | 1–2    | 2–3          |
| 2021/2022 | Puchar Konfederacji | play-off | Mali                          | AS Real Bamako               | 1–1 | 1–3    | 2–4          |

## Stadion
Domowe mecze klub rozgrywa na stadionie o nazwie Simunye Park w Simunye. Stadion może pomieścić 5000 widzów.